# 天源一号
天源一号是中华人民共和国首颗卫星在轨加注飞行试验系统，2016年6月25日晚搭载長征七號在海南文昌航天发射场发射升空。卫星顺利入轨并按预定计划完成了卫星在轨加注核心技术试验和验证，获取了3种贮箱加注全过程的完整视频和相关试验数据，为在轨加注积累了宝贵经验。
该卫星由国防科学技术大学自主设计研制。